# Meninos do Huambo
Meninos do Huambo é uma canção escrita pelo poeta angolano Manuel Rui e originalmente composta e interpretada por Ruy Mingas, mas gravada originalmente por Paulo de Carvalho no álbum Desculpem Qualquer Coisinha, lançado em 1985, e posteriormente pelo próprio Ruy Mingas no álbum Memória, lançado em 2011. Composta dentro do fervor da proclamação de independência de Angola, a canção se tornaria uma das mais famosas e aclamadas da música popular de Angola.
Sua letra de origem é da obra "11 Poemas em Novembro", de Manuel Rui, publicado em 1976, pela União dos Escritores Angolanos e depois pelos Cadernos Lavra & Oficina.
Paulo de Carvalho assim expressa sobre a canção:
| “ | Muitas pessoas deitavam e deitam lágrimas ao ouvir a música e cantavam-na comigo porque adoravam Angola e sentiam aquela coisa da história, do ter que se saír de um lugar que se gosta. | ” |